# Nyi Nyi Maung
Nyi Nyi Maung   (Yangon, 30 de juny de 1981), també coneguda com a Thu Thu, és una maquilladora birmana esdevinguda actriu després de dues dècades d'experiència a la indústria del maquillatge nacional. Durant aquesta època, abans del seu debut com a intèrpret, hom la coneixia pel sobrenom de Nyi Nyi Maung - San Chaung. Notòriament, va formar part de la llista dels 10 millors maquilladors confeccionada per The Myanmar Times el 2018.

## Vida primerenca i formació
Nascuda el 30 de juny de 1981 a la ciutat més important del país de Myanmar, Yangon, era filla única dins del nucli familiar. Ja de ben petita, tendia a una identitat femenina i era constantment incompresa, discriminada i maltractada, fins i tot per part de la família mateix. Va estudiar a l'escola secundària a la Basic Education High School No. 2 Kamayut i posteriorment es va graduar a la Universitat de Yangon Occidental amb un grau en botànica.

## Carrera
Durant la dècada del 2000, va aprendre a maquillar-se gràcies a la maquilladora Aung Aung de Taunggyi. Quan tenia 27 anys, va decidir-se a obrir un saló de bellesa a Yangon. Així, es va oferir a treballar per a celebritats del món del cinema i de mica en mica va aconseguir cert renom dins la indústria del maquillatge. Va guanyar protagonisme mercès al fet que va treballar amb les actrius Nandar Hlaing, Pa Pa Win Khin i Chaw Yadanar, entre d'altres, estilitzant-los els cabells i canviant-ne l'aspecte. A més a més, és una defensora activa de la comunitat LGBT.
El 2018, el nombre de vídeos de comèdia de situació que havia publicat a la xarxa social Facebook va pujar fins a superar les desenes. Aquests vídeos van ser un ham per a la indústria cinematogràfica birmana i ben aviat li van arribar ofertes de càsting per a figurar en diversos films. D'aquesta manera, va fer el debut a la pantalla gran amb el paper protagònic en la pel·lícula còmica Kyar Kyar Kyite Kyite, acompanyada per les artistes Myint Myat, Min Maw Kun, Khin San Win, Linn Linn i Ma Htet. La producció va ser dirigida per Pyi Hein Thiha i es va estrenar als cinemes de Myanmar el 29 d'agost de l'any següent. La seva interpretació d'un personatge LGBT va ser elogiada pels fans per la posada en escena i l'aprofundiment que va fer en la personalitat del personatge en qüestió, i ella va experimentar, doncs, un ressorgiment de la popularitat. Més tard, va protagonitzar el film A Htein Taw, juntament amb els professionals Myint Myat, Shin Mwe La, Linn Linn i Ei Chaw Po.

## Filmografia
| Any  | Títol                 | Director       | Coprotagonistes                                           | Paper     |
| ---- | --------------------- | -------------- | --------------------------------------------------------- | --------- |
| 2019 | Kyar Kyar Kyite Kyite | Pyi Hein Thiha | Myint Myat, Min Maw Kun, Khin San Win, Linn Linn, Ma Htet | Principal |
| 2020 | A Htein Taw           | Khin Hlaing    | Myint Myat, Shin Mwe La, Linn Linn, Ei Chaw Po            | Principal |